# 里弗賽德 (紐約州普查規定居民點)
里弗賽德（英語：Riverside）是位於美國紐約州薩福克縣的普查規定居民點。

## 人口
根據2020年美國人口普查的數據，里弗賽德的面積為7.11平方千米，當中陸地面積為6.85平方千米，而水域面積為0.26平方千米。當地共有人口2882人，而人口密度為每平方千米405.34人。